# Paleta (pintura)

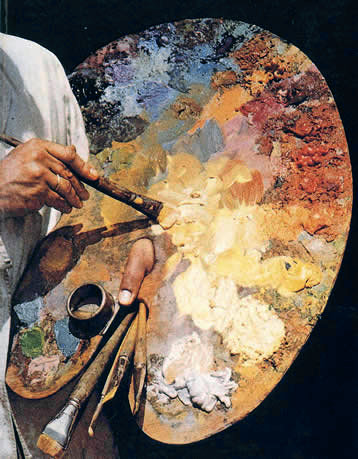
Una paleta de artista.

Una paleta, en el sentido original de la palabra, es una superficie rígida, plana en la que un pintor arregla y mezcla las pinturas. Una paleta es generalmente de madera, plástico o de otro material duro no poroso, y puede variar mucho en tamaño y forma.
El tipo más conocido de la paleta del pintor, para pintura al óleo o acrílico, es un tablero de madera fina, preferentemente de nogal, en forma de riñón, diseñado para ser sostenido en la mano del artista, que coloca el dedo pulgar en un hueco lateral y la apoya en el brazo. Para pintura en acuarela se utilizan unas con pequeños cuencos realizadas en cerámica, plástico o vidrio.
También se utiliza el término para hacer referencia a la variedad de colores que un artista utiliza en sus pinturas, la paleta de un artista puede variar dependiendo de los temas que aborda o de sus períodos de trabajo.

## Historia
Los artistas del antiguo Egipto mezclaban colores en pequeñas tablas.  En la pintura europea, la paleta no se conoció hasta el siglo XV. En un dibujo del siglo IX, se muestra al apóstol Lucas pintando a la Virgen María, sosteniendo un recipiente de pintura en la mano. Cenino Cenini, en su tratado "Libro de Arte", no menciona esta adaptación, aunque analiza detalladamente la cuestión de la mezcla de colores para representar diferentes temas. Los antiguos maestros, hasta el Renacimiento, cuando trabajaban al óleo, mezclaban previamente los colores del mismo modo que cuando pintaban al temple. Giorgio Vasari cuenta que el artista boloñés Aspertini mantenía botes de pintura en su cinturón mientras trabajaba. En el cuadro de 1519, el apóstol Lucas aparece con una paleta muy pequeña, como señala D. Kiplik, entonces las paletas estaban destinadas a colores premezclados teñidos. 
Con el tiempo, se eligieron dos formas óptimas para las paletas: rectangular y ovalada, y la paleta recibió un orificio para los dedos en la esquina para sujetarlo más fácilmente durante el trabajo. Una obra de Theodore Mayern (Manuscrito de Mayern, 1620, compilado a partir de las conversaciones de Mayern con artistas) da instrucciones para hacer una paleta impregnada de pegamento. La tabla de madera se sumergiría en una tina de solución de pegamento sobre el fuego y luego se mantendría bajo presión para evitar que se deformara. Como señala el autor, esta paleta se vuelve "muy buena" después de que el artista ha trabajado en ella durante algún tiempo. Se consideró que el material más adecuado para una plataforma de madera era la madera que tiene dos cualidades importantes: densidad y ligereza (arce, haya, boj, peral, manzano). .
La misma disposición de los colores en la paleta y su elección pueden ayudar a revelar las características del estilo individual del artista, los detalles del proceso de trabajo. A veces, en las exposiciones personales de los maestros, se exhiben paletas junto con sus obras. Lo más común era colocar los colores a lo largo del borde superior de la paleta según su orden en el espectro de colores  y pasar de claro a oscuro. Después del trabajo, la paleta debe limpiarse con una llana y secarse, dejando solo colores puros.

## Distribución
Cada artista encuentra su manera personal de distribuir los colores de acuerdo a la gama que está utilizando; por lo general se colocan en el borde exterior negro, blanco y luego las sombras, rojos, amarillos, verdes y azules, que se van mezclando y matizando con el pincel en la parte central de la paleta para lograr los tonos deseados.
Los pintores en la actualidad tienen más pigmentos para elegir que cualquier otro artista en la historia. Pueden comprar variedades tradicionales e históricas que Rembrandt reconocería, como sienas y ocres, o innovaciones del siglo XX como ftalocianinas y quinacridonas, pigmentos con una intensidad que habría sorprendido incluso a los impresionistas amantes del color. A pesar de esta abundancia, muchos artistas y educadores del arte respaldan el uso de una paleta "limitada" restringida como una forma de desarrollar pinturas coherentes, armoniosas y personales.

### Paletas monocromáticas
Las paletas limitadas son excelentes herramientas de aprendizaje. A los estudiantes a menudo se les enseña a pintar en monocromo, usando solo un pigmento marrón oscuro o negro, más blanco. Esto les permite enfocarse en formas precisas, grados de luz y oscuridad, llamados "valores" o "tonos", y la aplicación de pintura, sin la complejidad adicional del color. Al dominar estas paletas austeras, los estudiantes construyen una base sólida para la posterior introducción del color.
Un enfoque monocromático más contemporáneo implica el uso de blanco y negro, además de otro color. En este ejemplo, se introduce azul de ftalocianina para producir un trabajo de precisión tonal que trasciende el sabor académico de un estricto ejercicio en blanco y negro.

### Paletas con un pigmento cálido y otro frío
Para agregar más versatilidad a sus paletas, los pintores pueden optar por seleccionar un pigmento cálido y uno frío, más el blanco. En este ejemplo, la siena quemada y el azul ultramar se mezclan para crear una gama tonal completa, así como variaciones de temperatura de fría a cálida. La temperatura del color es una herramienta útil para crear la ilusión de profundidad en el lienzo bidimensional.
Los colores cálidos parecen aparecer en una pintura, mientras que los colores fríos son recesivos. Este efecto es visible en las partes interior y exterior del cuenco. Ambas áreas están en gris porque contienen los tres colores de la paleta y tienen exactamente el mismo valor. Sin embargo, mezclar una mayor cantidad de siena quemada en el frente del tazón da como resultado un color cálido, mientras que mezclar más ultramar en el tazón interior lo enfría.

### La paleta de Zorn
Las paletas con un número limitado de colores no son solo para pintores principiantes. Muchos artistas profesionales limitan la cantidad de pigmentos con los que trabajan. Quizás el artista más conocido por hacer esto es Anders Zorn, un pintor sueco activo durante finales del siglo XIX y principios del XX que desarrolló una paleta de colores que lleva su nombre. Su autorretrato de 1896 fue creado con la “paleta Zorn” de solo cuatro colores.
Aunque los estudiosos han debatido los colores exactos que usó el artista, a menudo se considera que la paleta de Zorn está compuesta de amarillo ocre, bermellón, marfil, negro y blanco. Algunos creen que usó un rojo cadmio en lugar de bermellón; Independientemente, el rojo cadmio es un sustituto moderno del bermellón, que es tóxico.
Estos cuatro pigmentos son capaces de producir una gama completa de colores, a pesar de que la paleta no contiene azul. El tono azulado del negro marfil le permite actuar como azul; se puede mezclar con bermellón para crear púrpuras apagados y con amarillo ocre para sugerir verde. La paleta Zorn también es eficaz para crear ricos colores oscuros y hermosos grises.

## Materiales
La madera para la paleta puede ser de cualquier árbol excepto madera blanda, para evitar que se deforme o se rompa. Los mejores tipos de madera son las claras: peral, arce, nogal. Para que la paleta no absorba aceite de las pinturas, se impregna con aceite, cera caliente o se cubre con barniz al óleo. Es preferible esto último, porque el barniz no se disuelve con los colores durante el trabajo. Las almohadillas cómodas son gruesas cerca de la abertura de agarre para los dedos y más delgadas hacia los bordes superior e izquierdo. Las paletas de madera contrachapada son resistentes, pero como tienen el mismo grosor en todas partes, son muy pesadas.
Para trabajos de acuarela, para que el artista pueda ver el color sin distorsión tal como será colocado en el papel, la paleta debe ser blanca y opaca. Las paletas para acuarelas están hechas de porcelana o loza, plástico con aberturas para colores diluidos. Es adecuada una paleta de metal en forma de caja, cuyo interior está cubierto con esmalte blanco. La opción más sencilla y económica para una paleta de acuarela es una hoja normal de papel blanco. Para el gouache se utilizan paletas de los mismos materiales. Estas paletas se pueden utilizar para unir esponjas a papel mojado, pintar azulejos o papel secante. 

## Ejemplos

### La joven de la perla - Johannes Vermeer (1665)

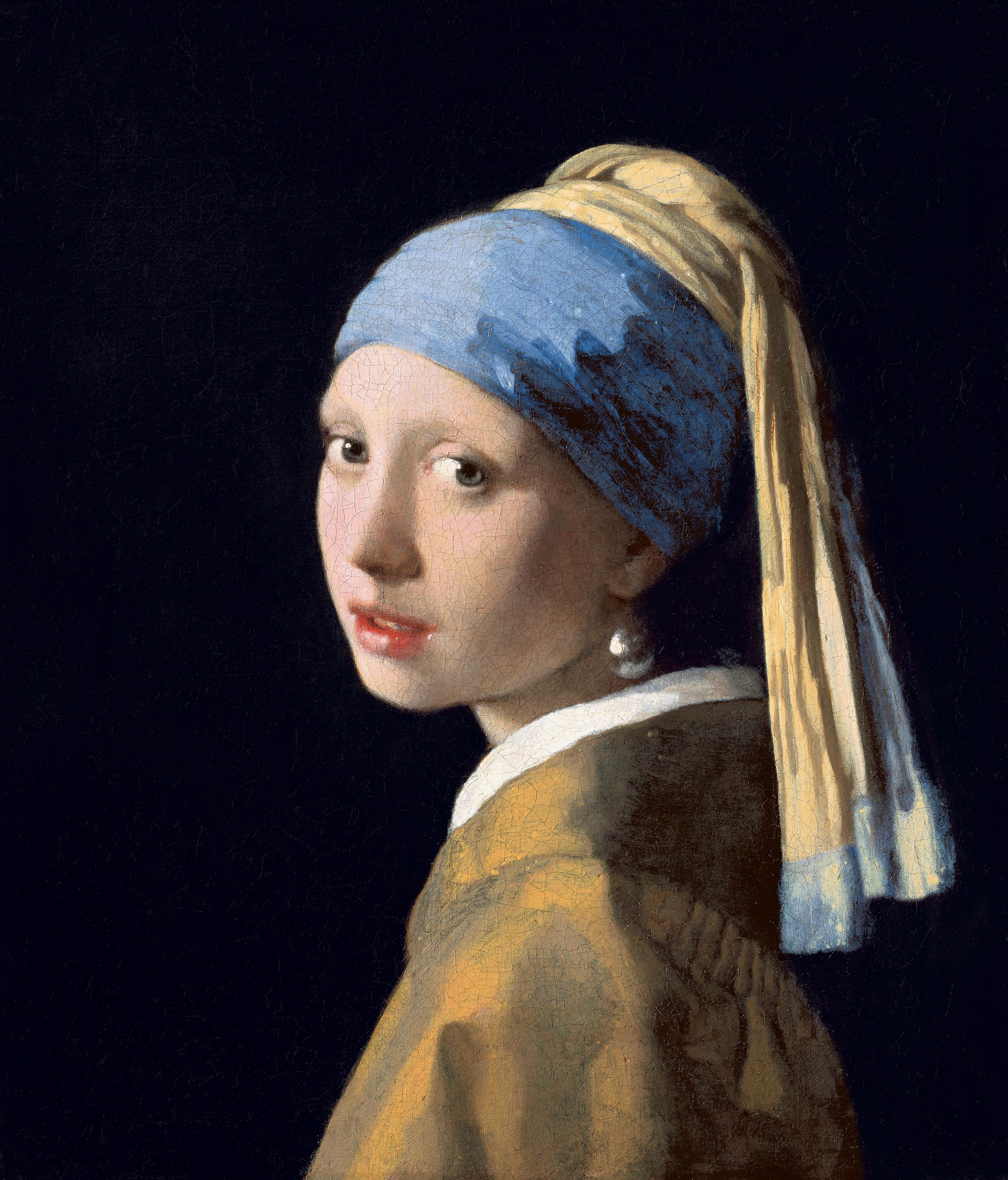
La joven de la perla, Johannes Vermeer (1665)

Se utilizan los colores tierra en esta pieza clásica de Johannes Vermeer, con un azul adyacente que actúa como complemento de los colores cálidos.
La figura se coloca sobre un fondo gris azulado oscuro, con una paleta de colores cálidos para la figura, utilizando rojo para los labios. Esta es una composición excelente, ya que la mirada se siente atraída por esta sección de la pintura. Puede notarse que el rojo solo se usa para esta parte, que Vermeer ha usado para resaltar.
Se utiliza una mezcla de azules claros y oscuros para el pañuelo en la cabeza, que atrae la atención hacia el centro, para que el observador mire su rostro, sus labios y, por supuesto, su pendiente de perlas.
La gama de colores de esta pintura se encuentra en la parte superior de la rueda de colores. Vermeer utilizó una gama de colores de azul, amarillo, rojo y naranja.

### Terraza de café por la noche - Vincent Van Gogh (1888)

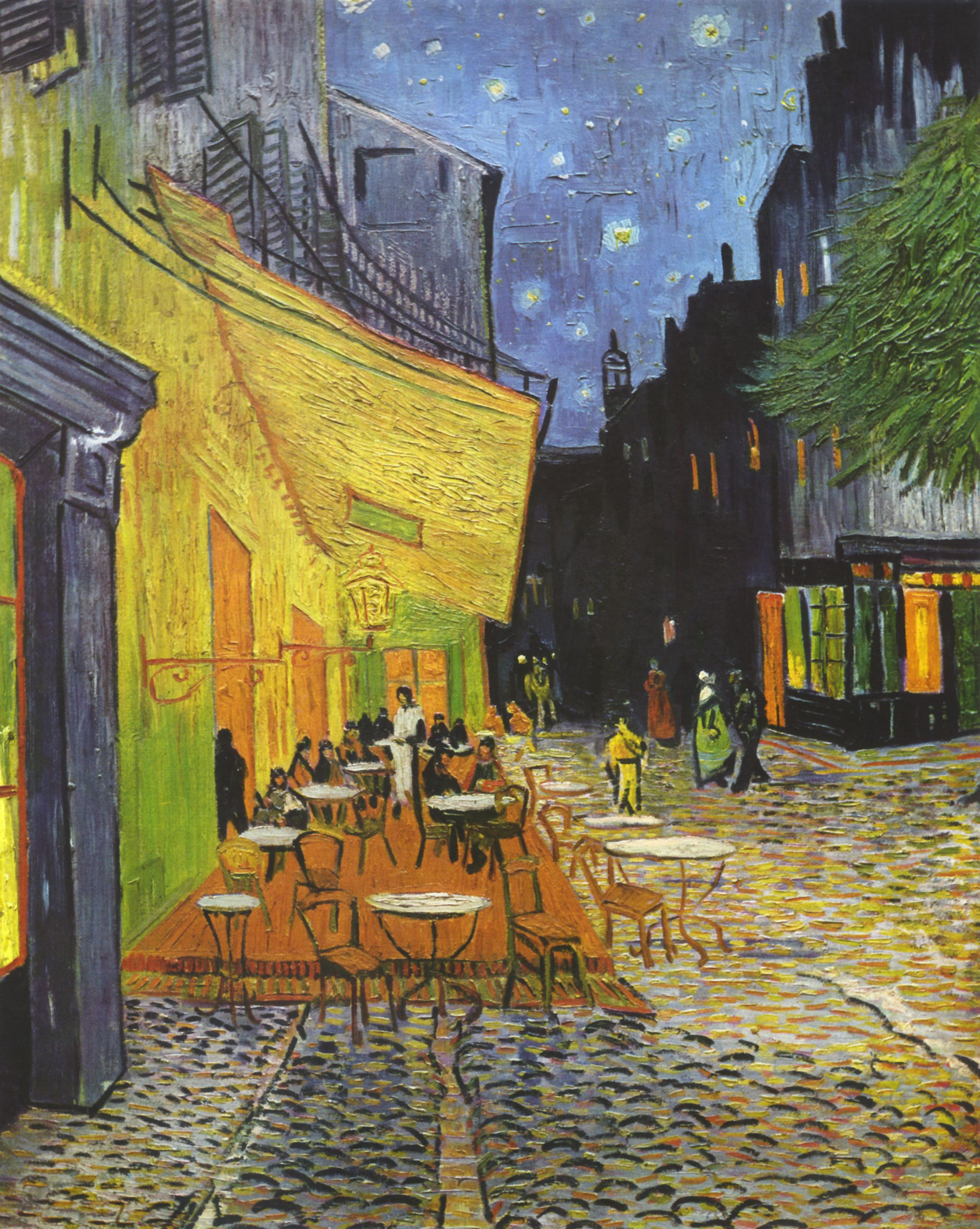
Terraza de café por la noche, de Vincent Van Gogh (1888)

Vincent Van Gogh usa en esta pintura colores complementarios de amarillo y azul, con toques de verde y marrón rojizo. Esta paleta de colores ya había sido utilizada por varios artistas, lo que muestra lo popular que es.
Esta pintura de Van Gogh está bastante saturada, con la ayuda de azul grisáceo para contrarrestar esto.
La rueda de color YRMBCG (en inglés) (que en español corresponde a: amarillo, rojo, magenta, azul, cian, verde) parece una forma de diamante, con el foco en azul y amarillo.
Se puede ver que Van Gogh utilizó un bloque dominante de verde para el árbol del lado derecho. La forma no solo lleva la mirada al centro de la composición, sino que rompe los colores amarillo-azul en toda la pieza.

### La ronda de noche - Rembrandt (1642)

La ronda de noche - Rembrandt (1642)

En esta notable pintura de Rembrandt, es difícil ver los colores que usa, que son tonos muy terrosos de marrón, con los adyacentes de amarillo y rojo.
Esta pintura es de una composición extremadamente inteligente y muestra cómo el color de una pintura puede afectar a la composición. Al observar la pintura inicialmente atrae al observador la figura masculina con colores predominantemente de color amarillo en el centro, y luego, la niña de color amarillo en el fondo.
Rembrandt no hizo esto por accidente y usó un color saturado aquí para llamar la atención del observador. La niña se coloca contra colores oscuros, resaltando aún más su color. La figura central viste una prenda de color rojo anaranjado, que lleva la mirada al personaje de la niña y al hombre de rojo que está limpiando su arma a la izquierda de la niña.
Es de notar que el rojo solo se usa en esta parte de la pintura, lo que ilustra aún más el intento deliberado de Rembrandt de llamar la atención.
La gama de colores está situada en la esquina superior derecha de la rueda, y utiliza principalmente tonos terrenales con rojos.

## Paleta húmeda
Una variante moderna de la paleta clásica es la que en inglés se llama Sta-Wet Palette o Wet Palette, que permite mantener los colores frescos por mucho más tiempo, ya que está dotada de una base húmeda (caracterizada por una estera esponjosa impregnada de agua) y una superficie de tipo semiporoso (similar al papel de hornear), que permite la aplicación de colores, sin que el agua subyacente los diluya excesivamente, todo contenido en una carcasa inferior, que puede ir acompañada de una carcasa superior que puede estar equipada con una junta, lo que permite cerrar y sellar la paleta, y por tanto volver a utilizarla horas o incluso días después.